# Unut

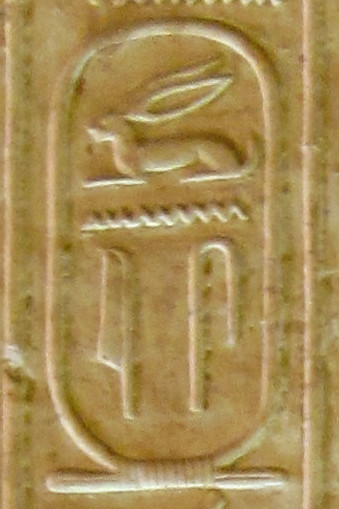
Cartiglio di re Unis con la lepre della dea Unut. Lista di Abido, Tempio funerario di Seti I, Abido.

Unut (anche Uenut e Uenet) è una divinità egizia appartenente alla religione dell'antico Egitto, una dea-lepre d'epoca preistorica.
Fu adorata con Thot come patrona di Ermopoli (in egizio Uenu), capitale del 15° nomo dell'Alto Egitto. Nota come "la Rapida", l'animale a lei sacro era la lepre del deserto, venendo ella stessa raffigurata come una lepre, come una donna dal capo sormontato da uno stendardo recante, a sua volta, una lepre accovacciata sulla cima oppure come una donna dalla testa di lepre. Gli Egizi consideravano la lepre un esempio di rapidità, prontezza e acume sensoriale, benché pure terribili creature sovrannaturali del mondo dei morti si manifestassero come lepri. Unut poteva anche essere raffigurata come un serpente e assumere così caratteristiche ctonie. Mediante la sua controparte maschile, il dio Ununu, talvolta identificato come aspetto di Osiride o Ra, la stessa Unut era collegata al culto di queste due dei fondamentali.
Ben cinque differenti geroglifici possono simboleggiarla, eppure è molto rara nelle iscrizioni e nella letteratura in generale. Una scultura che la rappresenta, di eccezionale rarità e unica nel suo genere, è stata scoperta da archeologi statunitensi. Il suo nome ebbe l'onore di essere portato da un solo faraone, nel corso della plurimillenaria storia egizia: si tratta del nome teoforo di re Unis (2350 a.C. circa) della V dinastia egizia.